# Kalimanți, Blagoevgrad
Kalimanți (în bulgară Калиманци) este un sat în Obștina Sandanski, Regiunea Blagoevgrad, Bulgaria.

## Demografie
Componența etnică a satului Kalimanți
     Bulgari (98,58%)
     Nicio identificare (1,41%)
     Altele (0%)
La recensământul din 2011, populația satului Kalimanți era de 212 locuitori. Din punct de vedere etnic, majoritatea locuitorilor (98,58%) erau bulgari. Pentru 1,41% din locuitori nu este cunoscută apartenența etnică.